# Leys
Leys is de naam van een Belgisch, sinds 1865 adellijk geslacht dat in 1908 uitstierf.

## Geschiedenis
Op 30 oktober werd de kunstenaar Hendrik Leys (1815-1869) verheven in de persoonlijke adel met de persoonlijke titel van baron. Hij trouwde in 1841 met Adèle Van Haren (1817-1875) uit welk huwelijk twee dochters en een zoon werden geboren. De zoon, Julien Leys (1843-1908), werd op 25 augustus 1877 in de erfelijke adel opgenomen, met de titel van baron(es) op al zijn nakomelingen; aangezien hij ongetrouwd bleef, stierf met hem dit adellijke geslacht uit. De beide dochters werden niet in de adel opgenomen.

## Telgen
Hendrik baron Leys (1815-1869), kunstenaar
- Julien baron Leys (1842-1908), legatiesecretaris